# Pramsdorfer Berg
Der Pramsdorfer Berg ist mit 45,7 Meter die höchste Erhebung in Pramsdorf, einem Wohnplatz des Ortsteils Groß Machnow der Gemeinde Rangsdorf im Landkreis Teltow-Fläming in Brandenburg. Die Erhebung befindet sich östlich der Wohnbebauung Pramsdorfs. Nördlich liegt das Gemeindezentrum Rangsdorfs, nordwestlich ein Modellflugplatz und westlich der Rangsdorfer See. Der Zülowkanal fließt von Osten kommend in nordwestlicher Richtung an der Erhebung vorbei.